# Großmehring
Großmehring település Németországban, azon belül Bajorországban. Lakosainak száma 7621 fő (2023. december 31.). Großmehring Oberdolling és Vohburg an der Donau községekkel határos.

## Népesség
A település népessége az elmúlt években az alábbi módon változott:
| Lakosok száma | 1315 | 2380 | 4053 | 3557 | 6655 | 6573 | 6923 | 7011 | 7295 | 7621 |
|               | 1875 | 1950 | 1970 | 1975 | 2012 | 2014 | 2016 | 2017 | 2021 | 2023 |